# Oxythrips pinicola
Oxythrips pinicola är en insektsart som beskrevs av Ian A. Hood 1937. Oxythrips pinicola ingår i släktet Oxythrips och familjen smaltripsar. Inga underarter finns listade i Catalogue of Life.